# Veidnes
Veidnes är en by i Berlevågs kommun i Finnmark fylke i norra Norge. Byn ligger vid sidan av fylkesväg 890, öster om orten Kongsfjord.